# Geología del Perú
La geología del Perú incluye las antiguas rocas proterozoicas, rocas volcánicas y sedimentarias del Paleozoico y Mesozoico, y numerosas cuencas y la Cordillera de los Andes formada en el Cenozoico.

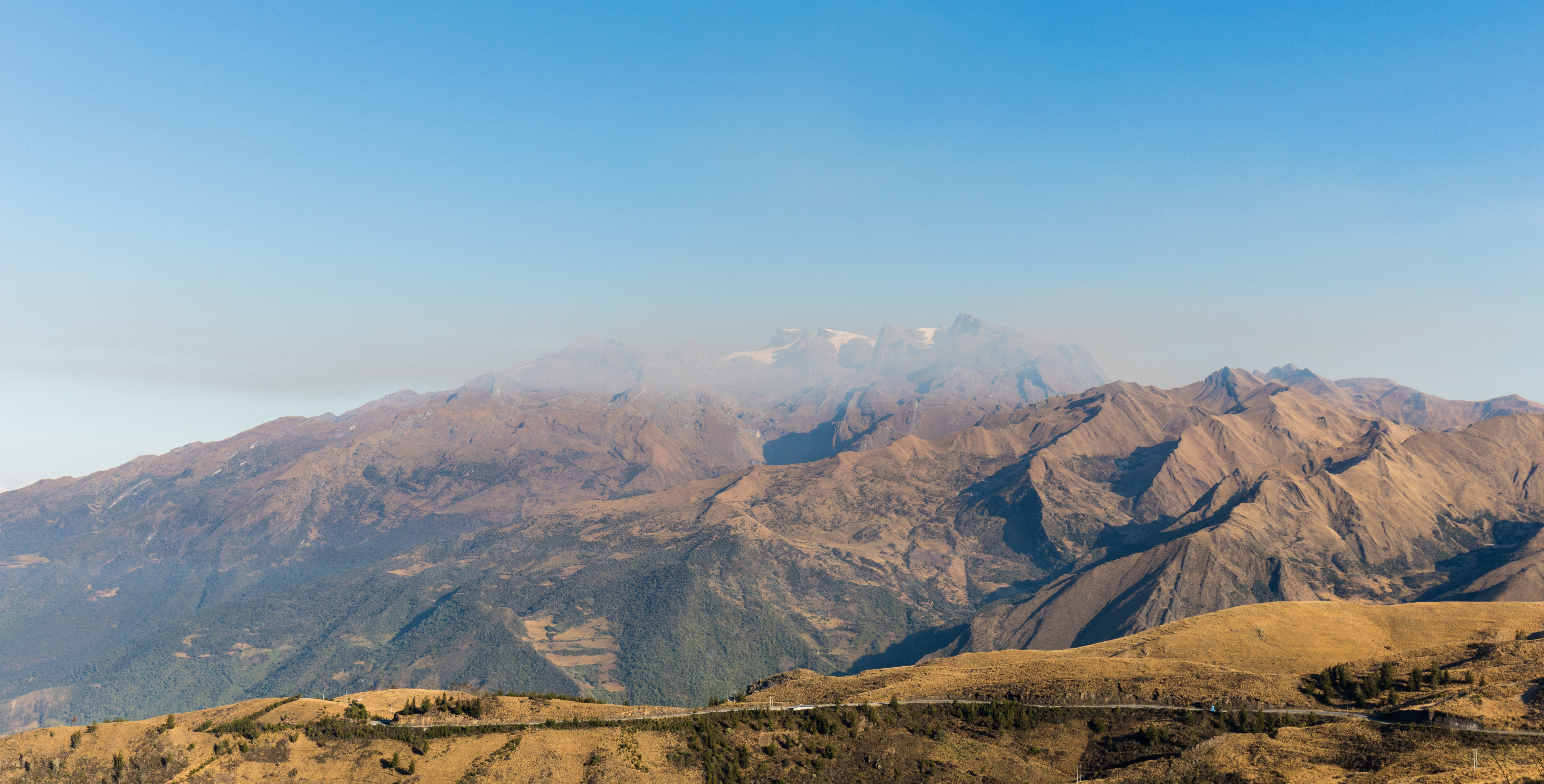
Cordillera de los Andes en el Perú

## Historia geológica, estratigrafía y tectónica
Las rocas más antiguas del Perú datan del Precámbrico y tienen más de dos mil millones de años. A lo largo de la costa sur, la granulita y la charnockita muestran la reelaboración de un antiguo evento de construcción orogénica montañosa. Situadas cerca de la fosa de Perú-Chile, estas rocas tienen proporciones de isótopos de estroncio anormalmente altas, lo que sugiere un vulcanismo calcoalcalino reciente.
En la Cordillera Oriental del Perú, el magmatismo precámbrico en el departamento de Huánuco produjo rocas ultramáficas, máficas y félsicas, incluyendo serpentinita, meta-diorita, meta-gabro, meta-tonalita y diorita y granito que se inmiscuyeron después de la primera fase de actividad tectónica orogénica.
El basamento de la orogenia centroandina incluye las rocas del Macizo de Arequipa, que alcanzan grado granulítico en la secuencia de facies metamórfica y se formaron hace alrededor de 1900 millones de años. Los granos de zircón en estas rocas coinciden con los de Labrador, Groenlandia y Escocia, lo que indica que gran parte del oeste de América del Sur se originó como un promontorio del continente protonorteamericano Laurentia.

### Paleozoico (hace 541-251 millones de años)
En el Paleozoico, el Perú estaba en el margen occidental del supercontinente Gondwana. El análisis de areniscas del Ordovícico y Devónico en la Cordillera Oriental (que se extiende hasta Bolivia) indica granos de zircón erosionados formados al este en Brasil durante la orogenia Brasiliano. Por el contrario, las areniscas del Altiplano y la Cordillera de la Costa parecen haberse originado en el Macizo de Arequipa.
Las rocas plutónicas y volcánicas en el dominio del Arco Interior (luego levantadas en la orogenia andina central) incluyen el gabro-granito metamórfico de alta ley y baja presión del Complejo San Gabán y los basaltos alcalinos del grupo Mitu en el Pérmico temprano. Rocas, como las del grupo Mitu, se formaron durante pulsos de magmatismo en cuencas de arco posterior. Partes del centro de América del Norte fueron adyacentes al oeste de América del Sur durante el Paleozoico tardío, lo que ayudó a impulsar el plegamiento y el metamorfismo.
La región se vio afectada por la orogenia varisca desde hace 550 a 220 millones de años, lo que provocó la intrusión granitoide, la sienita nefelina, los granitos sintectónicos y el vulcanismo calco-alcalino.
A lo largo de la costa, la subducción produjo cuencas en tierra y actividad volcánica, que dieron como resultado el grupo Yamayo de dos kilómetros de espesor y el grupo Yura volcánico y volcániclástico superpuesto de uno a seis kilómetros.

### Mesozoico (hace 251-66 millones de años)
La orogenia andina se inició en el Triásico tardío. En el sur, la Formación Chocolate de dos kilómetros se formó con rocas sedimentarias en el Triásico tardío. El centro del Perú experimentó menos actividad magmática que durante la orogenia varisca, pero rocas plutónicas ácidas se emplazaron en el centro del país.
La cuenca de Pucará se hundió en el lado terrestre de un alto estructural desde el Triásico hasta el Jurásico temprano. La cuenca se llenó primero con carbonatos y luego con argilita seguido de carbonatos de aguas poco profundas. Algunos carbonatos se transformaron más tarde en dolomía y las rocas de la cuenca muestran signos de mineralización de plomo-zinc del tipo que se produjo en el valle del Misisipi, común en las zonas de cizallamiento formadoras de cuencas.
En el área de Puno-Santa Lucía, que se estaba elevando lentamente como los Andes, dos kilómetros de cuarcitas y lutitas del grupo paleozoico Cabanillas están superpuestos por 1.5 kilómetros del grupo jurásico Lagunillas. Los grupos Huancane y Moho incluyen sedimentos rojos y calizas, formados en cuenca cerrada.
El Batolito Costero Peruano de 1600 kilómetros de largo, se formó en una cuenca marginal ensiálica en el Cretácico temprano, con el emplazamiento de lavas almohadilladas, gabro y rocas volcánicas. En el norte, se formó como una nueva corteza continental sin una corteza continental más antigua debajo de ella, mientras que al sur se extiende por gruesas rocas precámbricas.

### Cenozoico (hace 66 millones de años hasta el presente)
A medida que la orogenia andina se aceleró desde el Albiense, la deformación de la roca se desplazó hacia la proa del Amazonas. La faja corrida y plegada del Marañón se formó en el Eoceno, delimitando la Cordillera Occidental. El acortamiento de la corteza produjo una raíz siálica a los Andes.
Las transgresiones marinas barrieron la región a partir del Eoceno, emplazando conglomerados, areniscas, limolitas, lutitas y diatomitas en las cuencas de Sechura y Pisco —un par de cuencas de antearco en el norte.
Existen diferentes interpresaciones sobre el ambiente sedimentario de la Amazonía peruana en el Mioceno. Algunos autores sugieren la existencia de un "megalago" y otros de una o varias transgresiones marinas mientras que otros consideran que al ambiente fue netamente fluvial.
El Batolito de la Cordillera Blanca de la era miocénica intruye el Batolito Costero con una corteza de más de 50 kilómetros de espesor, con granitos peraluminosos tipo S producidos por deformación y levantamiento. La mayoría de las rocas en el batolito son granitos de tipo I con alto contenido de sodio y sílice, con características que se han interpretado como derretimientos de la corteza oceánica subducida. Sin embargo, no tiene un posicionamiento consistente con la subducción y los geólogos lo han interpretado como una subplaca que conduce a una fusión parcial, la formación de magmas trondhjemíticos ricos en clinopiroxeno, granate y anfíbol. El intenso vulcanismo, la deformación y el plutonismo fueron comunes en el Mioceno y Plioceno en el centro de Perú.
En los últimos 2.5 millones de años del Cuaternario, erupcionaron lavas de andesita, formando los grupos Arequipa y Barosso en el sur, incluyendo gneis granulítico precámbrico parcialmente derretido, con una alta concentración de plomo.

## Fallas geológicas
El director del Instituto Geofísico del Perú, Hernando Tavera, señaló que hay 200 fallas geológicas.  Destacan la falla de Tambomachay, en Cusco; la de Huambo-Cabanaconde e Ichupampa, en Arequipa; la de Huaytapallana, en Junín; la de Moyobamba-Rioja, en San Martín; y la de Quiches y Cordillera Blanca, en Áncash.